# Walter Uhlig
Walter Uhlig (* 8. April 1925 in Gelenau/Erzgeb.; † 20. Januar 2006 in Annaberg-Buchholz) war ein deutscher Opernsänger (Tenor).

## Leben
Schon als Kind war Uhligs überdurchschnittliche musikalische Begabung hörbar. Er sang 1939 bereits im Gelenauer Kirchenchor und fiel mit seinem kräftigen Stimmmaterial in kleinen Solo-Einsätzen in der dortigen Kirche auf. Er begann zunächst eine Lehre zum Maschinenschlosser. Nach dem Zweiten Weltkrieg lernte er in seinem Geburtsort den Beruf eines Strumpfwirkers. Ab 1950 nahm er privaten Gesangsunterricht. Bei der Neueröffnung des Chemnitzer Opernhauses sang er bei der Eröffnungspremiere 1950 in Fidelio im Extrachor.
1951 belegte er in Annaberg bei einem Gesangswettbewerb anlässlich der Weltfestspiele der Jugend und Studenten den 1. Platz. Im selben Jahr wurde für die anspruchsvolle Tenorpartie in Haydns Oratorium Die Jahreszeiten verpflichtet; allerdings vorerst noch auf einem Heimatfest in Weißbach, bei dem das Orchester aus Schülern der Zschopauer Musikschule bestand. Zwischen 1951 und 1953 sang Uhlig im Freiberger Dom, bei der Glockenweihe in Clausnitz, im Weihnachtsoratorium von Johann Sebastian Bach in Sehma sowie in zahlreichen Konzerten, Opern- und Operettenabenden im Oberen Erzgebirge.
Ab 1953 war Uhlig als Tenor am Stadttheater Annaberg engagiert. 1953 sang er anlässlich des 60-jähriges Jubiläums des Annaberger Theaters den Max in einer Festvorstellung von Carl Maria von Webers Oper Freischütz. Mit dieser Rolle gastierte er auch auf der Freilichtbühne Greifensteine. Uhlig wurde für sein „strahlendes und kräftiges Stimmmaterial“ geschätzt. zu seinen Glanzrollen am Theater Annaberg gehörte insbesondere Rudolf/Rodolfo in La Bohème; seine Partnerin als Mimì war Felicitas Schlousen. Er galt als „zuverlässiger“ Sänger; oft rettete er Vorstellungen am Stadttheater Annaberg kurzfristig als Einspringer.
Gastengagements hatte Uhlig am Theater Döbeln und am Theater Eisleben. 1965 sang er am Theater Döbeln u. a. Faust in Margarethe, Graf Leonard in der komischen Oper Diana von Carl Millöcker und den Lebemann Georges Dumenil in der Operette Der Opernball. Uhlig übernahm am Theater Annaberg auch Schauspielrollen; so spielte er 1968 den Zimmermann in Egmont. In den 1970er Jahren gab er seine Sängerkarriere auf. Nach seinem Rückzug von der Bühne war er als Gesangslehrer tätig. Kurzzeitig war er Künstlerischer Leiter des Kulturhauses „Erzhammer“ in Annaberg.